# Käensaari (ö i Södra Savolax)
Käensaari är en ö i Finland. Den ligger i sjön Saimen och i kommunen Jockas i den ekonomiska regionen  Pieksämäki ekonomiska region  och landskapet Södra Savolax, i den södra delen av landet, 230 km nordost om huvudstaden Helsingfors. Öns area är 2,1 hektar och dess största längd är 330 meter i nord-sydlig riktning.